# Calcasieu Parish
Calcasieu Parish is een parish in de Amerikaanse staat Louisiana.
De parish heeft een landoppervlakte van 2.774 km² en telt 183.577 inwoners (volkstelling 2000). De hoofdplaats is Lake Charles. Ze grenst in het westen aan Texas, in het noorden aan Beauregard Parish, in het oosten aan Jefferson Davis Parish en in het zuiden aan Cameron Parish. Het is een van de 22 parishes die samen Acadiana of Cajun Country vormen.